# Pisco, Peru
Pisco este un oraș din Peru. A fost înființat în 1640.